# Henry Paget, 1. Earl of Uxbridge (1744–1812)

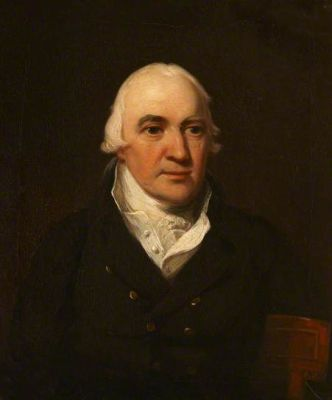
Henry Paget, 1. Earl of Uxbridge, 1811

Henry Paget, 1. Earl of Uxbridge (* 18. Juni 1744; † 13. März 1812), war ein britischer Peer.
Er wurde als Henry Bayly geboren und war der älteste Sohn des Sir Nicholas Bayly, 2. Baronet (1709–1782), aus dessen erster Ehe mit Caroline Paget (1707–1766). Seine Mutter war eine Enkelin des William Paget, 5. Baron Paget (1609–1678).
Beim Tod seines Cousins zweiten Grades Henry Paget, 2. Earl of Uxbridge, erbte er am 16. November 1769 den 1553 in der Peerage of England geschaffenen Titel 9. Baron Paget, of Beaudesert in the County of Stafford. Als dessen Generalerbe änderte er mit königlicher Lizenz vom 29. Januar 1770 seinen Familiennamen von „Bayly“ zu „Paget“. Als Baron Paget war er fortan auch Mitglied des britischen House of Lords.
Ihm wurde 1773 die Ehrendoktorwürde der University of Oxford verliehen. 1778 diente er im Rang eines Colonel beim Staffordshire Regiment of Militia. Ab 1782 hatte er das Amt des Lord Lieutenant von Anglesey inne.
Beim Tod seines Vaters erbte er am 9. Dezember 1782 dessen 1730 in der Baronetage of Ireland geschaffenen Titel als 3. Baronet, of Placenewyd in the County of Anglesey and Mount Bagenall in the County of Louth.
Am 19. Mai 1784 wurde er in der Peerage of Great Britain zum Earl of Uxbridge, in the County of Middlesex, erhoben.
1785 hatte er die Ämter des Ranger of the Forest of Snowdon, Steward of Bardney und Constable of Carnarvon Castle inne. Am 14. April 1785 wurde er als Fellow in die Society of Antiquaries aufgenommen. 1790 wurde er Vice-Admiral of North Wales und Vice-Admiral of Pembrokeshire and Carmarthen. 1801 hatte er das Amt des Lord Lieutenant von Staffordshire inne.
Am 11. April 1767 heiratete er Jane Champagné (1742–1817), eine Tochter des Very Rev. Arthur Champagné (1714–1800), Dekan von Clonmacnoise. Mit ihr hatte er zwölf Kinder, darunter sein ältester Sohn Henry (1768–1854), der sich als General in den Koalitionskriegen besonders auszeichnete, 1812 seine Adelstitel erbte und 1815 zum Marquess of Anglesey erhoben wurde.